# Kerava
Kerava (szw. Kervo) – miasto w Finlandii w prowincji Finlandia Południowa. Liczy 35 275 mieszkańców (dane z dnia 31.8.2015), jest 32. najliczniejszym miastem Finlandii i 3. najgęsciej zamieszkanym (zaraz po Helsinkach oraz Kauniainen). Odległość między centrum miasta Kerava, a centrum stolicy, Helsinek, wynosi 30km; miasto jest również częścią obszaru metropolitalnego Helsinek. Miasta sąsiedzkie to od zachodu Tuusula, od wschodu Sipoo, od północy Järvenpää oraz od południa Vantaa. Stacja kolejowa w Keravie jest pierwszym i ostatnim przystankiem kolei miejskiej Helsinki-Kerava.
W Keravie mieszka Erno Vuorinen, gitarzysta zespołu metalowego Nightwish, pochodzi stąd też fiński zespół thrash-metalowy Am I Blood. Inne znane osoby pochodzące z Keravy to pływaczka: Hanna-Maria Seppälä i piłkarz Jukka Raitala, kompozytor Jean Sibelius mieszkał tam przez 4 lata.

## Sport
- HC Keski-Uusimaa (HCK) – klub hokeja na lodzie